# Конькобежный спорт на зимних Олимпийских играх 2018
Соревнования по конькобежному спорту на зимних Олимпийских играх 2018 года в Пхёнчхане прошли с 10 по 24 февраля на Олимпийском овале Каннына.
В рамках соревнований было разыграно 14 комплектов наград. По сравнению с Играми 2014 года в Сочи в программу были добавлены соревнования в масс-старте у мужчин и женщин. Впервые на Олимпийских играх в конькобежном спорте выступили представители 27 стран. Предыдущий рекорд был установлен в 1998 году на Играх в Нагано, когда за десять комплектов наград боролись спортсмены из 25 стран.

## Медали

### Общий зачёт
(Жирным выделено самое большое количество медалей в своей категории)
| Общее количество медалей |                                  |        |         |        |       |
| Место                    | Страна                           | Золото | Серебро | Бронза | Всего |
| 1                        | Нидерланды                       | 7      | 4       | 5      | 16    |
| 2                        | Япония                           | 3      | 2       | 1      | 6     |
| 3                        | Норвегия                         | 2      | 1       | 1      | 4     |
| 4                        | Республика Корея                 | 1      | 4       | 2      | 7     |
| 5                        | Канада                           | 1      | 1       | 0      | 2     |
| 6                        | Чехия                            | 0      | 1       | 1      | 2     |
| 7                        | Бельгия                          | 0      | 1       | 0      | 1     |
| 8                        | Италия                           | 0      | 0       | 1      | 1     |
| 8                        | Олимпийские спортсмены из России | 0      | 0       | 1      | 1     |
| 8                        | Китай                            | 0      | 0       | 1      | 1     |
| 8                        | США                              | 0      | 0       | 1      | 1     |
| Всего                    | Всего                            | 14     | 14      | 14     | 42    |

### Медалисты

#### Мужчины
| Дисциплина      | Золото                                                                             | Серебро                                                  | Бронза                                                              |
| 500 метров      | Ховар Лорентсен Норвегия                                                           | Чха Мин Гю Республика Корея                              | Гао Тинъюй Китай                                                    |
| 1000 метров     | Кьелд Нёйс Нидерланды                                                              | Ховар Лорентсен Норвегия                                 | Ким Тхэ Юн Республика Корея                                         |
| 1500 метров     | Кьелд Нёйс Нидерланды                                                              | Патрик Руст Нидерланды                                   | Ким Минсок Республика Корея                                         |
| 5000 метров     | Свен Крамер Нидерланды                                                             | Тед-Ян Блумен Канада                                     | Сверре Лунде Педерсен Норвегия                                      |
| 10 000 метров   | Тед-Ян Блумен Канада                                                               | Йоррит Бергсма Нидерланды                                | Никола Тумолеро Италия                                              |
| Масс-старт      | Ли Сын Хун Республика Корея                                                        | Барт Свингс Бельгия                                      | Кун Вервей Нидерланды                                               |
| Командная гонка | Норвегия · Симен Нильсен · Сверре Лунде Педерсен · Ховард Бёкко · Синдре Хенриксен | Республика Корея · Ли Сын Хун · Чон Чжэ Вон · Ким Минсок | Нидерланды · Свен Крамер · Ян Блокхёйсен · Патрик Руст · Кун Вервей |

#### Женщины
| Дисциплина      | Золото                                                       | Серебро                                                                      | Бронза                                                                 |
| 500 метров      | Нао Кодайра Япония                                           | Ли Сан Хва Республика Корея                                                  | Каролина Эрбанова Чехия                                                |
| 1000 метров     | Йорин Тер Морс Нидерланды                                    | Нао Кодайра Япония                                                           | Михо Такаги Япония                                                     |
| 1500 метров     | Ирен Вюст Нидерланды                                         | Михо Такаги Япония                                                           | Меррит Ленстра Нидерланды                                              |
| 3000 метров     | Карлейн Ахтеректе Нидерланды                                 | Ирен Вюст Нидерланды                                                         | Антоинетте де Йонг Нидерланды                                          |
| 5000 метров     | Эсме Виссер Нидерланды                                       | Мартина Сабликова Чехия                                                      | Наталья Воронина ОСР                                                   |
| Масс-старт      | Нана Такаги Япония                                           | Ким Бо Рым Республика Корея                                                  | Ирен Схаутен Нидерланды                                                |
| Командная гонка | Япония · Михо Такаги · Аяно Сато · Нана Такаги · Аяка Кикути | Нидерланды · Маррит Ленстра · Ирен Вюст · Антуанетта де Йонг · Лотте ван Бек | США · Хизер Бергсма · Бриттани Боу · Миа Манганелло · Карлейн Схаутенс |

## Расписание
Время местное (UTC+9)
| День    | Дата                    | Время         | Соревнование                  |
| ------- | ----------------------- | ------------- | ----------------------------- |
| День 1  | Суббота, 10 февраля     | 20:00 — 21:55 | 3000 метров (женщины)         |
| День 2  | Воскресенье, 11 февраля | 16:00 — 18:40 | 5000 метров (мужчины)         |
| День 3  | Понедельник, 12 февраля | 21:30 — 23:15 | 1500 метров (женщины)         |
| День 4  | Вторник, 13 февраля     | 20:00 — 21:50 | 1500 метров (мужчины)         |
| День 5  | Среда, 14 февраля       | 19:00 — 20:45 | 1000 метров (женщины)         |
| День 6  | Четверг, 15 февраля     | 20:00 — 22:10 | 10 000 метров (мужчины)       |
| День 7  | Пятница, 16 февраля     | 20:00 — 21:35 | 5000 метров (женщины)         |
| День 9  | Воскресенье, 18 февраля | 20:00 — 22:00 | Гонка преследования (мужчины) |
| День 9  | Воскресенье, 18 февраля | 20:00 — 22:00 | 500 метров (женщины)          |
| День 10 | Понедельник, 19 февраля | 20:00 — 22:00 | Гонка преследования (женщины) |
| День 10 | Понедельник, 19 февраля | 20:00 — 22:00 | 500 метров (мужчины)          |
| День 12 | Среда, 21 февраля       | 20:00 — 23:00 | Гонка преследования (мужчины) |
| День 12 | Среда, 21 февраля       | 20:00 — 23:00 | Гонка преследования (женщины) |
| День 14 | Пятница, 23 февраля     | 19:00 — 20:55 | 1000 метров (мужчины)         |
| День 15 | Суббота, 24 февраля     | 20:00 — 23:00 | Масс-старт (мужчины)          |
| День 15 | Суббота, 24 февраля     | 20:00 — 23:00 | Масс-старт (женщины)          |

## Квалификация
В общей сложности квота МОК содержит 180 доступных мест для спортсменов, чтобы участвовать в Играх. Каждый Национальный олимпийский комитет может быть представлен максимум 20 спортсменами (по 10 мужчин и женщин), при этом на каждой дистанции страну могут представлять не более 3 конькобежцев.